# Mervyn Bennett
Mervyn Bennett, född den 7 september 1944, är en australisk ryttare.
Han tog OS-brons i lagtävlingen i fälttävlan i samband med de olympiska ridsporttävlingarna 1976 i Montréal.